# Torneo de Stuttgart 2019
El MercedesCup 2019 fue un torneo de tenis jugado en césped al aire libre, perteneciente al ATP Tour 2019 en la categoría ATP World Tour 250. Fue la 42.ª edición del MercedesCup. Se llevó a cabo en Stuttgart (Alemania) del 10 al 16 de junio de 2019.

## Distribución de puntos
| Modalidad            | Campeón | Finalista | Semifinales | Cuartos de final | 2ª ronda | 1ª ronda | Clasificados | 2ª ronda de clasificación | 1ª ronda de clasificación |
| Individual masculino | 250     | 165       | 100         | 50               | 25       | 0        | 13           | 7                         | 0                         |
| Dobles masculino     | 250     | 150       | 90          | 45               | 20       | 0        | -            | -                         | -                         |

## Cabezas de serie

### Individuales masculino
| Tenista               | Ranking | Preclasificado |
| Alexander Zverev      | 5       | 1              |
| Karen Jachanov        | 11      | 2              |
| Daniil Medvédev       | 14      | 3              |
| Nikoloz Basilashvili  | 16      | 4              |
| Gaël Monfils          | 17      | 5              |
| Milos Raonic          | 18      | 6              |
| Félix Auger-Aliassime | 22      | 7              |
| Denis Shapovalov      | 24      | 8              |

- Ranking del 27 de mayo de 2019.[2]

### Dobles masculino
| Tenista                     | Ranking | Preclasificado |
| John Peers Bruno Soares     | 26      | 1              |
| Nikola Mektić Franko Škugor | 27      | 2              |
| Bob Bryan Mike Bryan        | 35      | 3              |
| Oliver Marach Jürgen Melzer | 85      | 4              |

## Campeones

### Individual masculino
Matteo Berrettini venció a  Félix Auger-Aliassime por 6-4, 7-6(13-11)

### Dobles masculino
John Peers /  Bruno Soares vencieron a  Rohan Bopanna /  Denis Shapovalov por 7-5, 6-3